# Zespół Fostera Kennedy’ego
Zespół Fostera Kennedy’ego (ang. Foster Kennedy syndrome) jest zespołem objawów spowodowanych najczęściej guzami przedniego dołu czaszki, najczęściej płata czołowego. Występuje rzadko, jedynie w około 1–2,5% przypadków guzów śródczaszkowych. Opisany po raz pierwszy w roku 1911 przez irlandzkiego neurologa pracującego w USA, Roberta Fostera Kennedy’ego, i niemieckiego okulistę, Wilhelma Uhthoffa.

## Objawy
Objawy zespołu Fostera Kennedy’ego są następujące:
- jednostronna anosmia
- zanik nerwu wzrokowego po stronie guza, objawiający się początkowo mroczkiem centralnym
- tarcza zastoinowa na dnie oka przeciwstronnie
- czasami po stronie guza może występować dodatkowo wytrzeszcz.

## Przyczyny
- oponiak płata czołowego[3]
- przerzuty do przedniego dołu czaszki